# Brasil Tennis Cup 2013 - Qualificazioni singolare
Le qualificazioni del singolare  del Brasil Tennis Cup 2013 sono state un torneo di tennis preliminare per accedere alla fase finale della manifestazione. I vincitori dell'ultimo turno sono entrati di diritto nel tabellone principale. In caso di ritiro di uno o più giocatori aventi diritto a questi sono subentrati i lucky loser, ossia i giocatori che hanno perso nell'ultimo turno ma che avevano una classifica più alta rispetto agli altri partecipanti che avevano comunque perso nel turno finale.

## Teste di serie
Le prime tre teste di serie hanno ricevuto un Bye per l'ultimo turno
1. Petra Martić (ultimo turno)
2. Julia Glushko (ultimo turno)
3. Tereza Mrdeža (Qualificata)
4. Verónica Cepede Royg (primo turno)
5. María Irigoyen (Qualificata)
6. Paula Kania (ultimo turno)

1. Florencia Molinero (ultimo turno)
2. Adriana Pérez (Qualificata)
3. Michaela Hončová (primo turno)
4. Kristina Barrois (Qualificata)
5. Beatriz García Vidagany (Qualificata)
6. Hsu Chieh-yu (Qualificata)

## Qualificate
1. Beatriz García Vidagany
2. Hsu Chieh-yu
3. Tereza Mrdeža

1. Kristina Barrois
2. María Irigoyen
3. Adriana Pérez

## Tabellone

### Legenda
| - Q = Qualificato - WC = Wild card - LL = Lucky loser | - ALT = Alternate - SE = Special Exempt - PR = Protected Ranking | - w/o = Walkover - r = Ritirato - d = Squalificato |

### 1ª sezione
|  | Primo turno | Primo turno             | Primo turno             | Primo turno | Primo turno |  |  | Ultimo turno | Ultimo turno            | Ultimo turno            | Ultimo turno | Ultimo turno |  |
|  |             |                         |                         |             |             |  |  |              |                         |                         |              |              |  |
|  |             |                         |                         |             |             |  |  |              |                         |                         |              |              |  |
|  |             |                         |                         |             |             |  |  | 1            | Petra Martić            | Petra Martić            | 3            | 4            |  |
|  | WC          | Fernanda Hermenegildo   | Fernanda Hermenegildo   | 1           | 2           |  |  | 11           | Beatriz García Vidagany | Beatriz García Vidagany | 6            | 6            |  |
|  | 11          | Beatriz García Vidagany | Beatriz García Vidagany | 6           | 6           |  |  |              |                         |                         |              |              |  |

### 2ª sezione
|  | Primo turno | Primo turno            | Primo turno            | Primo turno | Primo turno |  |  | Ultimo turno | Ultimo turno  | Ultimo turno | Ultimo turno | Ultimo turno |  |
|  |             |                        |                        |             |             |  |  |              |               |              |              |              |  |
|  |             |                        |                        |             |             |  |  |              |               |              |              |              |  |
|  |             |                        |                        |             |             |  |  | 2            | Julia Glushko | 6            | 1            | 3            |  |
|  | WC          | Samantha Czarniak Rego | Samantha Czarniak Rego | 0           | 2           |  |  | 12           | Hsu Chieh-yu  | 4            | 6            | 6            |  |
|  | 12          | Hsu Chieh-yu           | Hsu Chieh-yu           | 6           | 6           |  |  |              |               |              |              |              |  |

### 3ª sezione
|  | Primo turno | Primo turno        | Primo turno        | Primo turno | Primo turno |  |  | Ultimo turno | Ultimo turno       | Ultimo turno | Ultimo turno | Ultimo turno |  |
|  |             |                    |                    |             |             |  |  |              |                    |              |              |              |  |
|  |             |                    |                    |             |             |  |  |              |                    |              |              |              |  |
|  |             |                    |                    |             |             |  |  | 3            | Tereza Mrdeža      | 1            | 6            | 6            |  |
|  |             | Laura Pigossi      | Laura Pigossi      | 1           | 2           |  |  | 7            | Florencia Molinero | 6            | 0            | 4            |  |
|  | 7           | Florencia Molinero | Florencia Molinero | 6           | 6           |  |  |              |                    |              |              |              |  |

### 4ª sezione
|  | Primo turno | Primo turno          | Primo turno          | Primo turno | Primo turno |  |  | Ultimo turno | Ultimo turno       | Ultimo turno       | Ultimo turno | Ultimo turno |  |
|  |             |                      |                      |             |             |  |  |              |                    |                    |              |              |  |
|  | 4           | Verónica Cepede Royg | Verónica Cepede Royg | 4           | 3           |  |  |              |                    |                    |              |              |  |
|  |             | Oksana Kalašnikova   | Oksana Kalašnikova   | 6           | 6           |  |  |              | Oksana Kalašnikova | Oksana Kalašnikova | 3            | 2            |  |
|  | WC          | Carla Forte          | 7                    | 2           | 1           |  |  | 10           | Kristina Barrois   | Kristina Barrois   | 6            | 6            |  |
|  | 10          | Kristina Barrois     | 6(1)                 | 6           | 6           |  |  |              |                    |                    |              |              |  |

### 5ª sezione
|  | Primo turno | Primo turno       | Primo turno      | Primo turno | Primo turno |  |  | Ultimo turno | Ultimo turno   | Ultimo turno   | Ultimo turno | Ultimo turno |  |
|  |             |                   |                  |             |             |  |  |              |                |                |              |              |  |
|  | 5           | María Irigoyen    | 2                | 6           | 6           |  |  |              |                |                |              |              |  |
|  |             | Roxane Vaisemberg | 6                | 0           | 1           |  |  | 5            | María Irigoyen | María Irigoyen | 6            | 6            |  |
|  |             | Andrea Gámiz      | Andrea Gámiz     | 6           | 6           |  |  |              | Andrea Gámiz   | Andrea Gámiz   | 4            | 4            |  |
|  | 9           | Michaela Hončová  | Michaela Hončová | 4           | 4           |  |  |              |                |                |              |              |  |

### 6ª sezione
|  | Primo turno | Primo turno            | Primo turno            | Primo turno | Primo turno |  |  | Ultimo turno | Ultimo turno  | Ultimo turno  | Ultimo turno | Ultimo turno |  |
|  |             |                        |                        |             |             |  |  |              |               |               |              |              |  |
|  | 6           | Paula Kania            | 4                      | 7           | 6           |  |  |              |               |               |              |              |  |
|  |             | Mailen Auroux          | 6                      | 5           | 4           |  |  | 6            | Paula Kania   | Paula Kania   | 2            | 3            |  |
|  | WC          | Ingrid Gamarra Martins | Ingrid Gamarra Martins | 0           | 2           |  |  | 8            | Adriana Pérez | Adriana Pérez | 6            | 6            |  |
|  | 8           | Adriana Pérez          | Adriana Pérez          | 6           | 6           |  |  |              |               |               |              |              |  |